# Vens backafall
Vens backafall är ett naturreservat och natura-2000 område på ön Ven i Landskrona kommun i Skåne län.
Naturreservatet bildades 1990 och är 179 hektar stort. Det omfattar en smal landremsa kring nästan hela ön. Här finns både rasbranter utan vegetation och grönklädda sluttningar. De branta sluttningarna är på sina ställen upp till 30-40 meter höga.
På Ven finns en av Sveriges största populationer av sandödla.